# Vilasova Lhota
Vilasova Lhota je malá vesnice, část obce Petrovice v okrese Příbram ve Středočeském kraji. Nachází se asi 1,5 kilometru východně od Petrovic. Vesnicí protéká Varovský potok. Vesnicí prochází silnice II/105. Vilasova Lhota je také název katastrálního území o rozloze 1,73 km².

## Historie
První písemná zmínka o vesnici pochází z roku 1486.

## Obyvatelstvo
Zatímco v roce 1900 bylo v obci evidováno 162 obyvatel, v roce 1961 to bylo již jen 96 osob a jejich počet nadále klesal.
| Rok            | 1869 | 1880 | 1890 | 1900 | 1910 | 1921 | 1930 | 1950 | 1961 | 1970 | 1980 | 1991 | 2001 | 2011 | 2021 |
| -------------- | ---- | ---- | ---- | ---- | ---- | ---- | ---- | ---- | ---- | ---- | ---- | ---- | ---- | ---- | ---- |
| Počet obyvatel | 148  | 154  | 155  | 162  | 132  | 143  | 150  | 112  | 96   | 83   | 62   | 62   | 61   | 44   | 46   |
| Počet domů     | 21   | 22   | 25   | 27   | 27   | 27   | 26   | 25   | 25   | 23   | 20   | 22   | 22   | 23   | 24   |

## Pamětihodnosti
- Kamenná zvonice s datací 1879 se nachází na návsi ve vsi.
- Vedle zvonice se nachází kříž na kamenném podstavci. Na kulatém štítku je nápis: CHVÁLA KRISTU
- Na okraji vesnice směrem na Sedlčany vpravo se nalézá kamenný kříž. Na podstavci má dataci 1863. Ve střední část svislého břevna je zdobený motivem kalicha.
- Asi 500 metrů severovýchodně od vesnice leží přírodní památka Horní a Dolní obděnický rybník. Součástí tohoto chráněného území je i Hradilův rybník, který přináleží do katastru Vilasovy Lhoty.
- Na katastrálním území Vilasovy Lhoty, necelý kilometr jihozápadně od vesnice, se nachází žulový balvan Vrškámen, chráněný jako přírodní památka.[6] Asi 1,5 kilometru směrem na severovýchod od vesnice je další přírodní památka Husova kazatelna. Jedná se o chráněné území, kterému dominuje stejnojmenný žulový balvan, který je největším viklanem v České republice.[6]
- Přímo na katastru Vilasovy Lhoty se vyskytuje množství dalších větších i menších žulových balvanů, které typickým způsobem dotvářejí krajinný ráz této části Sedlčanska.

## Galerie

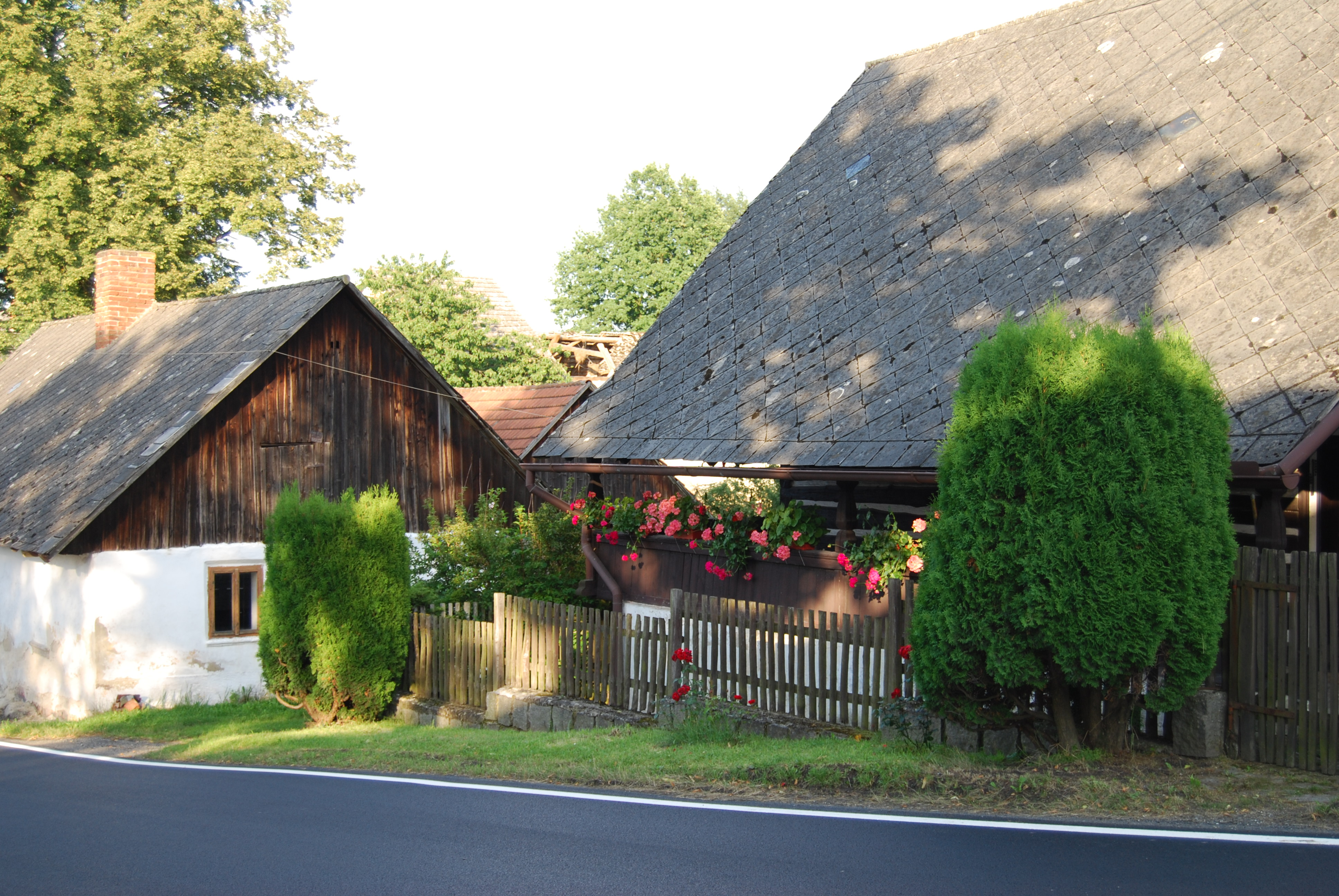
Pohled na část vesnice
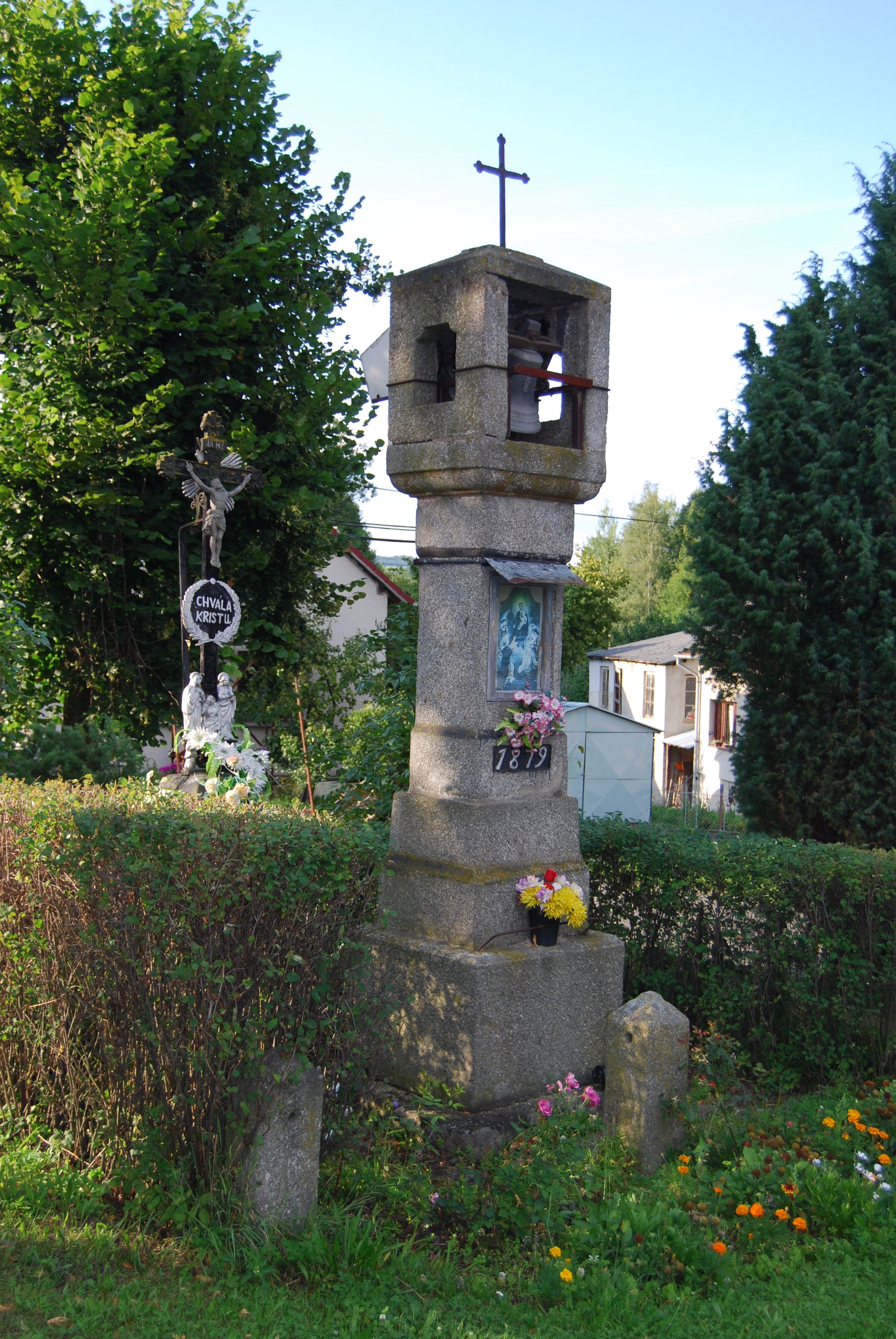
Zvonice a kříž ve vsi
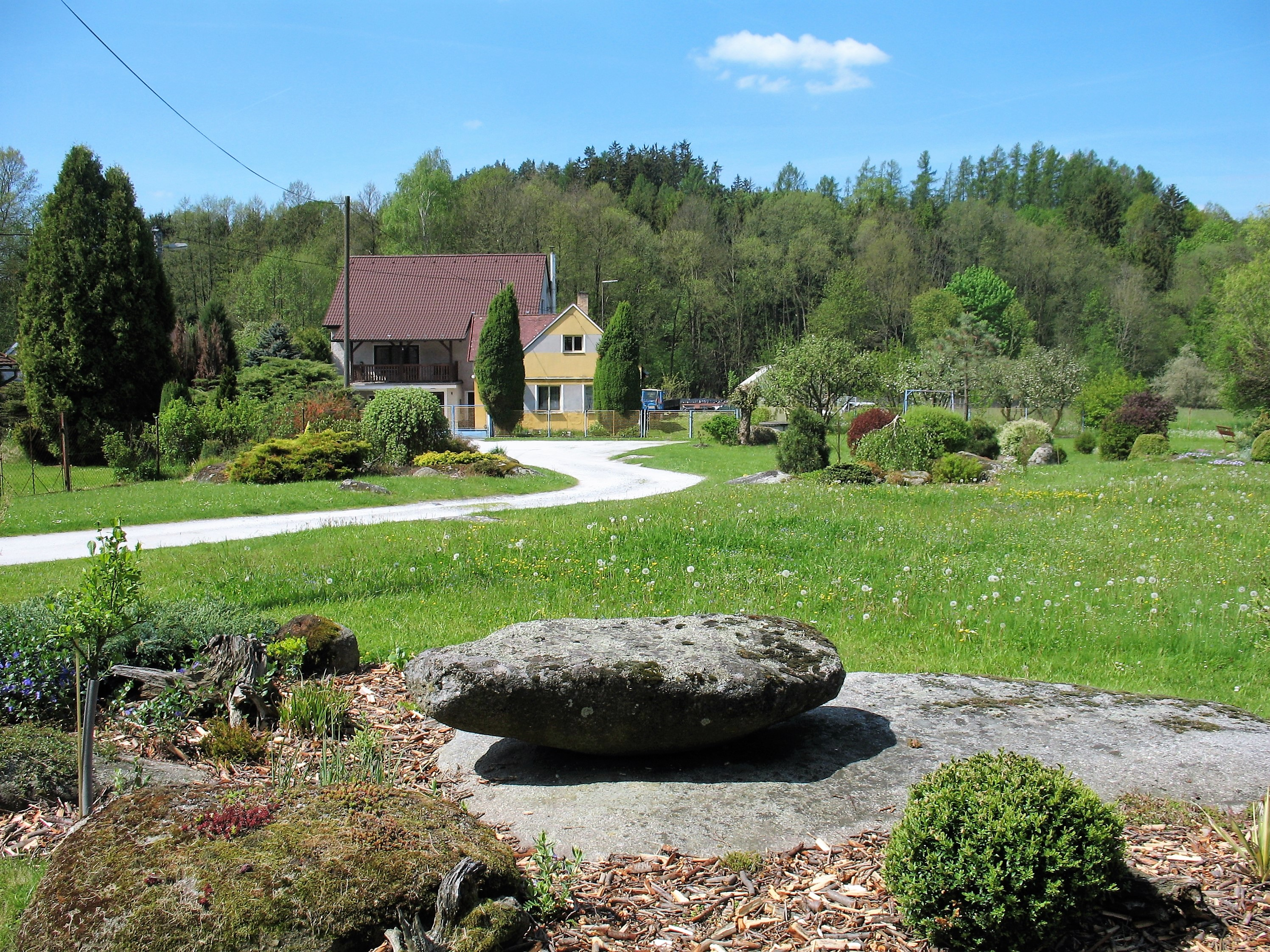
Krajina žulových balvanů
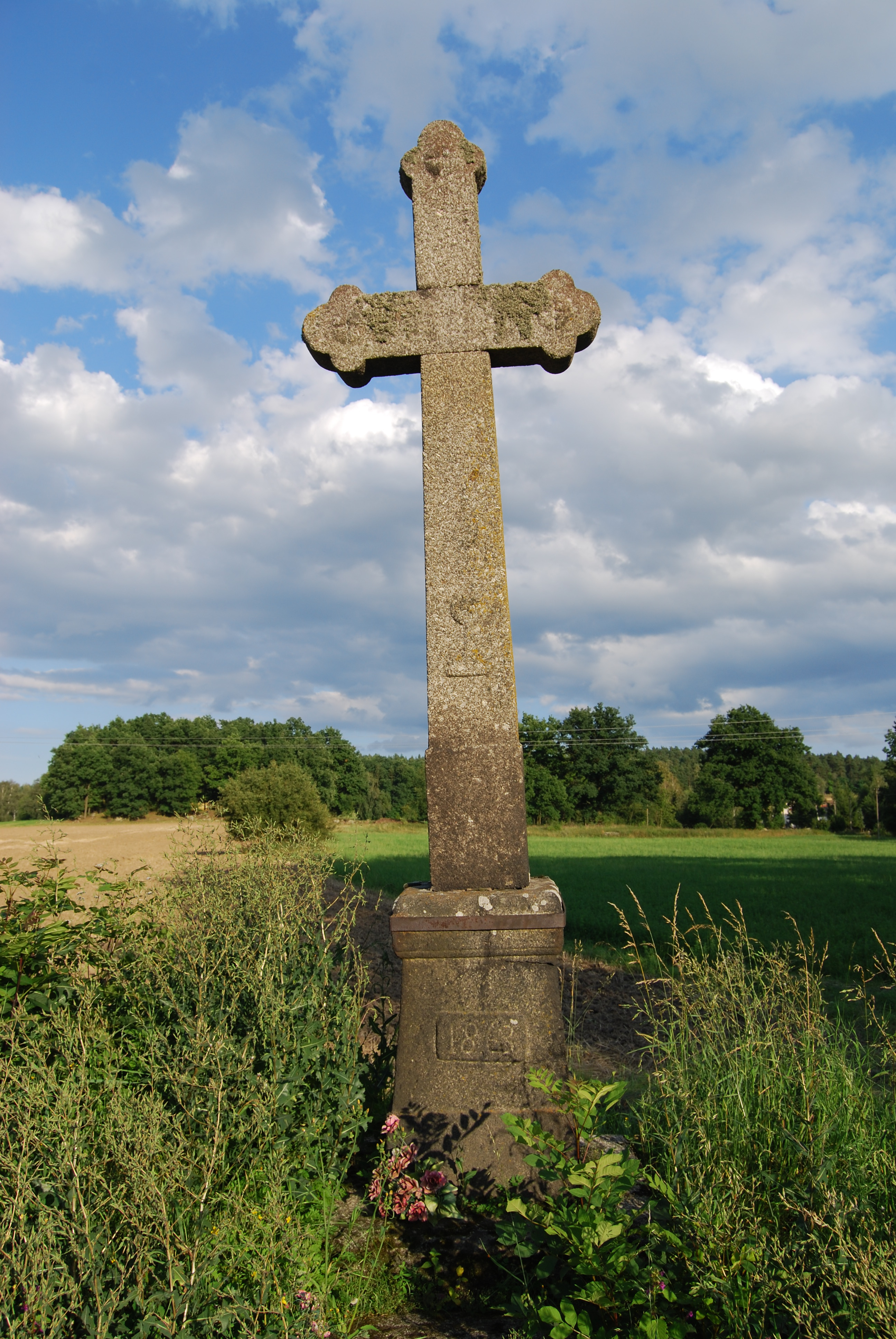
Kříž na okraji vesnice
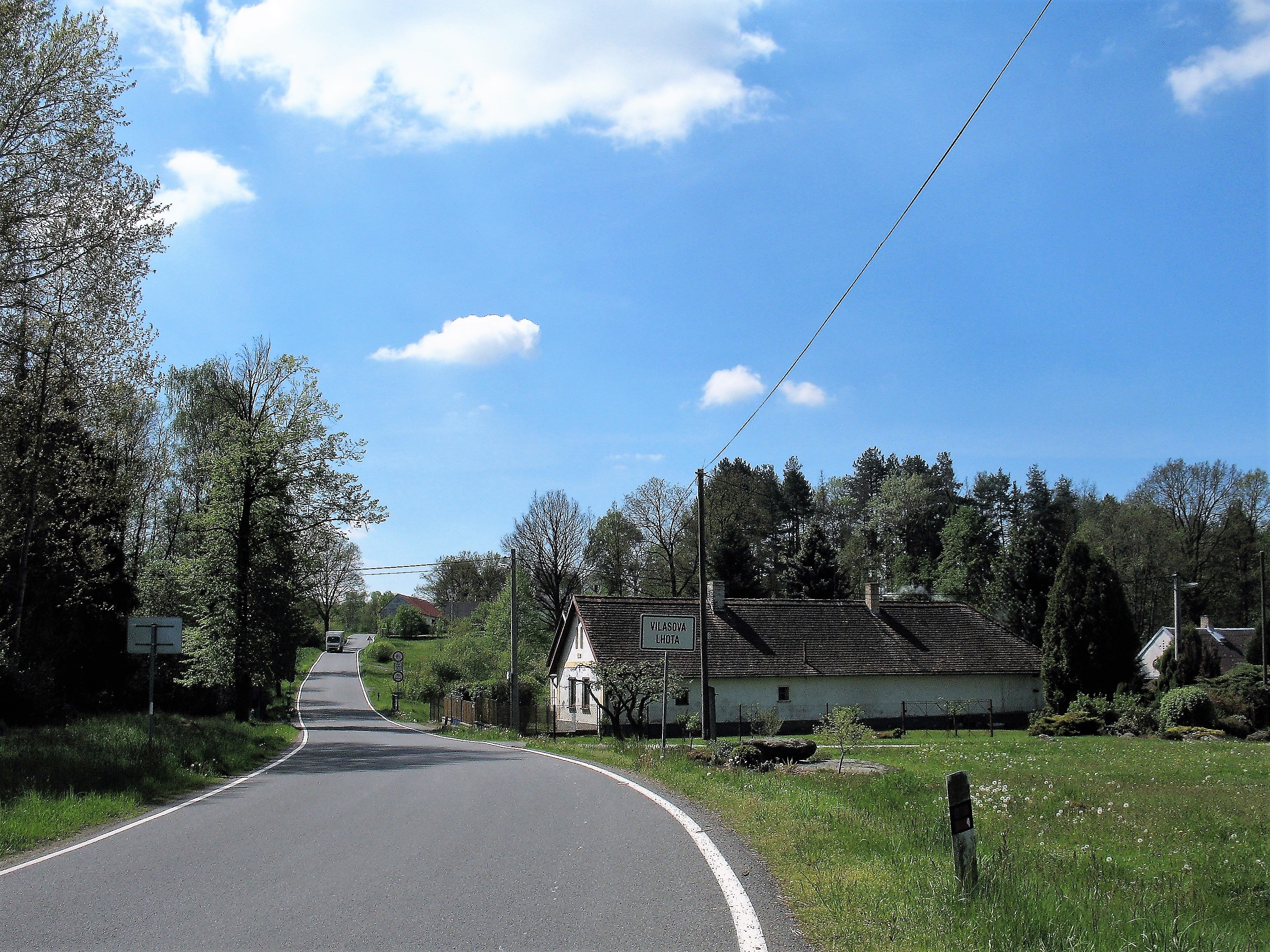
Průtah silnice č. 105